# Batalla de Gutiérrez
La batalla de Gutiérrez, toma de Gutiérrez o masacre de Gutiérrez fue un combate que enfrentó al Ejército Nacional de Colombia (Brigada XIII,  Batallón de Artillería N° 13) con guerrilleros de las Fuerzas Armadas Revolucionarias de Colombia - Ejército del Pueblo FARC-EP (Bloque Oriental) el 8 de julio de 1999 en el sitio conocido como El Cedral en el municipio de Gutiérrez, departamento de Cundinamarca. 
El ataque, llevado a cabo por tres frentes y una columna móvil de las FARC-EP, era parte de una vasta ofensiva insurgente lanzada en julio de 1999 y se saldó con graves pérdidas en las filas de las fuerzas gubernamentales, en lo que constituyó el golpe más grave asestado al Ejército Nacional en el centro del país. El asalto contra las tropas del gobierno en El Cedral fue un golpe de gran impacto mediático por la cercanía de Gutiérrez a la capital de la república, Bogotá. No obstante, los insurgentes también sufrieron graves pérdidas y no pudieron desarrollar la ofensiva planeada en el suroriente de Cundinamarca. Durante los combates, los guerrilleros ejecutaron fuera de combate a 23 militares que habían sido capturados.

## Antecedentes
Como parte del Plan estratégico definido en la Octava conferencia de las FARC-EP celebrada en 1993, el Bloque Oriental, que contaba hacia 1998 con unos 8000 hombres en armas, 22 frentes, 18 columnas móviles y un amplio dominio en el sur - oriente del país, debía avanzar por la Cordillera oriental sobre Bogotá y el centro de la nación, pasando de la clásica guerra de guerrillas a la guerra de movimientos. 
En virtud de dicho plan,  el estado mayor del Bloque oriental en cabeza del 'Mono Jojoy',  fue amenazando cada vez más con sus ataques y la progresiva infiltración de sus estructuras, el centro de la nación y a Bogotá. A finales de los noventa en las provincias cundinamarquesas de oriente y Sumapaz operaban alrededor de 6 frentes subversivos y varias compañías móviles: frentes 51, 53, 54, 55, 22, 42, Policarpa Salavarrieta, Abelardo Romero, etc, mientras un grupo de milicias era activado en Bogotá, la Red Urbana Antonio Nariño (Ruan).

## Preludio
Dentro de este contexto general, a finales de junio de 1999 los frentes guerrilleros de las  FARC-EP  emprendieron una oleada de ataques en todo el país, como paso previo a la reanudación de las conversaciones en la mesa del Caguán, prevista para el 20 de julio siguiente. Con ello trataban de llegar fortalecidos a la mesa de diálogos. Un primer ataque tuvo lugar en la Batalla del Nudo de Paramillo (sur de Córdoba) el 23 de junio de 1999, y se saldó con la muerte de 80 personas entre combatientes y civiles. 
A principios de julio, mientras un millar de guerrilleros salía de la zona desmilitarizada para atacar las poblaciones de Puerto Rico y Puerto Lleras (Meta), cerca de 500 subversivos de los frentes 51, 53, 55 y la Columna Móvil Abelardo Romero del Bloque Oriental de las FARC-EP empezaron a concentrarse en la provincia de oriente en Cundinamarca, cerca del municipio de Gutiérrez, ubicado a 2350 m s. n. m. en las estribaciones orientales de la cordillera oriental, en las márgenes del páramo del Sumapaz y la localidad 20 de la capital. Estaban al mando de Henry Castellanos alias “Romaña” y su hermano Luis Alexis Castellanos Garzón, alias 'Manguera'. Según el Ejército Nacional los guerrilleros planeaban ejecutar una escalada de ataques en varios puntos estratégicos ubicados al suroriente de la capital y bloquear la vía al llano, lo que serviría además de cobertura a los ataques que se ejecutarían en Meta, Arauca y Caquetá.
El comandante de la Batería B del Batallón de Artillería No. 13 General Fernando Landazábal Reyes, el Teniente Leonardo Calvo Soto, recibió información por radiometría e inteligencia humana que los pelotones de contraguerrilla Texas 2 y 3 apostados en inmediaciones del municipio cundinamarqués serían posiblemente atacadas como parte de una ofensiva mayor de las FARC-EP, que también tendría por objetivo el casco urbano de la municipalidad.  Texas 2 estaba integrada por 30 soldados y 4 suboficiales, mientras Texas 3, contaba con 27 soldados, 4 suboficiales y 1 capitán. En total 66 hombres.
Como la comandancia del Batallón de Artillería había sido advertida de la grave situación de orden público en la zona general de Gutiérrez, tanto por el mando de la Brigada 13, como por unidades de la Batería B, el miércoles 7 de julio, el teniente coronel Roberto Charry, comandante del batallón por medio de una comunicación cifrada, ordenó al capitán William Augusto Trejos Manrique, a cargo de Texas 3, unirse con sus tropas al pelotón Marte 6 del Batallón Cacique Timanco para hacer una operación ofensiva contra alias Romaña, de quien se tenía conocimiento, se encontraba en la zona del río Mugroso.
La movilización se realizó pese a que el comandante encargado de la Batería B, el teniente Calvo Soto, había expresado a sus superiores que los dos pelotones se encontraban en una situación estratégica grave con un armamento deficitario, pues se carecía de armas de apoyo tales como morteros y las ametralladoras M-60 no eran suficientes ni estaban en las mejores condiciones de mantenimiento. Además los medios de comunicación eran precarios, pues en Texas 2, el sargento segundo Wilson Almeida Arciniegas solo tenía un radio Motorola para comunicarse con el capitán Trejos.
Aun así para la noche del 7 de julio de 1999 Texas 3 se encontraba ubicado en la vereda El Cedral de Gutiérrez, mientras que Texas 2 se encontraba aproximadamente a 1 kilómetro y medio, en un terreno más elevado, subiendo una loma hacia el Alto de Gutiérrez. Ambas unidades esperaban la llegada de las unidades del Batallón Cacique Timanco para adelantar una maniobra ofensiva contra las FARC-EP.

## La batalla de El Cedral
Aproximadamente a las 4:30 de la mañana del 8 de julio de 1999, durante los registros del perímetro que adelantaba una de las escuadras de Texas 3, unidades del Ejército Nacional entraron en contacto con los guerrilleros de las FARC-EP. Inmediatamente, el resto del pelotón apoyo a la primera escuadra, entablándose el combate con alrededor de 400 subversivos (según los cálculos del comandante del pelotón). Fue el inicio de un combate que duraría cerca de doce horas. Los insurgentes trataron inicialmente de copar el campamento pero los militares resistieron la embestida; además pronto los guerrilleros concentraron sus esfuerzos contra Texas 2.
En efecto el ataque guerrillero había sido percibido por el pelotón Texas 2. Su comandante, el sargento segundo Wilson Almeida Arciniegas, se comunicó por vía radial tanto con el capitán William Augusto Trejos Manrique (que estaba bajo fuego en Texas 3- como con el teniente coronel Roberto Charry Solano) comandante del Batallón de Artillería n.º 13-. Se le ordenó brindar apoyo al pelotón bajo ataque. Para ello el sargento Almeida, organizó sus hombres en dos secciones, la primera y más adelantada bajo el mando del sargento segundo Fernando Rincón Vergara, mientras que la segunda era comandada por él.
Ambas secciones del pelotón, con sus hombres organizados en línea recta, comenzaron a descender desde la altura donde estaban apostados buscando rodear al enemigo, lo cual consiguieron al atacar por la retaguardia a los insurgentes. Aunque esta posición les dio una ventaja inicial en el combate y los guerrilleros sufrieron graves pérdidas, la falta de unidades de refuerzo provocó a la larga que las condiciones se pusieran en contra de las tropas. Como el combate se prolongó por varias horas, los comandantes de las FARC-EP pudieron enviar suficientes unidades de refuerzo bien pertrechadas contra los militares. Estos terminaron superados en número, quedaron rodeados y fueron atacados incesantemente por todos los flancos.
Al no tener posibilidades de repliegue y debido a la superioridad de los rebeldes en número y armamento, así como al agotamiento de munición de muchos soldados y suboficiales, el pelotón fue masacrado. Todo contacto radial se perdió sobre las 06:15 de la mañana.

## Masacre de Texas 2
Texas 2 había sido copado. Ocho militares murieron en combate, mientras el sargento Fernando Rincón Vergara, 2 cabos y 20 soldados se rendían, algunos de ellos heridos. Solo el sargento Almeida y dos soldados lograron escapar de los guerrilleros.
Sin embargo, alias Romaña, alebrestado por las pérdidas sufridas (36 muertos de las FARC-EP según la Cruz Roja y varios periodistas) decidió asesinar a los prisioneros. Luego de desarmar a los soldados y conducirlos personalmente con su guardia al sector de Sabaneta, los ejecutó a todos con un tiro en la cabeza. Fueron ejecutados fuera de combate y en estado de indefensión, el sargento segundo Fernando Rincón Vergara, los Cabos segundos Jhon Jairo Cardozo y Edward Yaxson Carrión Bello y los soldados José Gerardo Henao Escobar, Rene Cabrera Duque, William David Lozano Salamanca, Simón Gómez Figueroa, Nelson Oviedo Tafur, , Mauricio Rojas Lovera, Enoc Antonio Polo Días, Francisco Castañeda Marín, José María Gómez Márquez, Fredy Reinaldo Grillo Dimate, Giovanny Andrés Rodríguez, Bartolomé García Garzón, José Rodrigo Mendoza Mora, José Ferreira Castellanos, Luis Herney Castellanos Chacón, José Alfredo Quintero González, Giovany Chinchilla Borrero, Fredy Orlando Reyes, William Tovar, y Ricardo Rafael Jiménez Linares. Así del pelotón Texas 2 perecieron 31 de sus 34 efectivos.

## Combates con Texas 3
Mientras la lucha ardía en torno a Texas 2, en el otro pelotón el sargento segundo Mario Alfredo Vargas Pinilla, obedeciendo órdenes del capitán Trejos trato de dirigir un contraataque. El suboficial se adelantó con una escuadra, dividiendo en dos a la tropa,  pero hacia las 11:30 debió replegarse cuando los guerrilleros concentraron gran cantidad de hombres para atacarlo. Las tropas del sargento y las del capitán, que se había quedado en retaguardia, no pudieron volver a entrar en contacto; a pesar de ello ambas escuadras de Texas 3 lograron sortear el ataque y pudieron atrincherarse para resistir.
El sargento y sus hombres repelieron el ataque desde sus posiciones hasta cerca de las 3:30 cuando los combates empezaron a perder intensidad, pero solo fue hasta las 5 que cesaron los disparos y las unidades sobrevivientes pudieron replegarse del área. En los combates murieron 7 de los integrantes de Texas 3, mientras que otros 6 resultaron con heridas de gravedad.
Solo entre el viernes 9 y el sábado 10 todas las tropas de Texas 3 pudieron reagruparse en la cabecera municipal de Gutiérrez.

## Militares muertos
Lista incompleta
- Ejecutados fuera de combate: Sargento segundo Fernando Rincón Vergara,  Cabos segundos Jhon Jairo Cardozo y Edward Yaxson Carrión Bello y soldados José Gerardo Henao Escobar, Rene Cabrera Duque, William David Lozano Salamanca, Simón Gómez Figueroa, Nelson Oviedo Tafur, , Mauricio Rojas Lovera, Enoc Antonio Polo Días, Francisco Castañeda Marín, José María Gómez Márquez, Fredy Reinaldo Grillo Dimate, Giovanny Andrés Rodríguez, Bartolomé García Garzón, José Rodrigo Mendoza Mora, José Ferreira Castellanos, Luis Herney Castellanos Chacón, José Alfredo Quintero González, Giovany Chinchilla Borrero, Fredy Orlando Reyes, William Tovar, y Ricardo Rafael Jiménez Linares

- Soldados José Abelardo Álzate, Gildardo Peña Giraldo, José Uriel González Ramírez, Josmar Armando González Munevar y Luis Alfonso Rincón.

## Consecuencias
El saldo del ataque fue devastador para las Fuerzas Militares, con 3 suboficiales y 35 soldados asesinados, y la pérdida de material de intendencia, 32 fusiles y una ametralladora M-60. Además fue un golpe que impactó a la opinión pública por dar la impresión que la guerrilla podía amenazar seriamente el centro del país. Sin embargo, el resultado a nivel estratégico de la batalla fue indeciso, pues los insurgentes también sufrieron pérdidas y no pudieron llevar a cabo todos los ataques planeados, demostrando la dificultad de las FARC-EP para pasar a la guerra de movimientos. Esto quedó confirmado cuando el 10 de julio, las FARC-EP  desataron otra serie de ataques en el sur-oriente del país, y sufrieron una devastadora derrota en Puerto Lleras y Puerto Rico (Meta) sobre el río Ariari. 
Aunque el ataque de Gutiérrez fue el golpe más contundente que la insurgencia hizo a las tropas del gobierno en el centro de Colombia, la ofensiva insurgente no tuvo continuidad en esta región. En efecto seis meses después, en enero de 2000, cuando varios cientos de guerrilleros atacaron las poblaciones de Quetame, Une y Guayabetal (Cundinamarca) sobre la vía al Llano, estos fueron repelidos con graves pérdidas por unidades de la Fuerza de Despliegue Rápido Fudra en la Operación Morales Cuellar. Después de este nuevo revés, el Bloque Oriental de las FARC-EP no volvió a intentar una operación de gran envergadura en Cundinamarca.

## Condenas
El consejo de estado condenó a la nación por los hechos de Gutiérrez, en virtud de las múltiples carencias presentadas en el ordenamiento táctico de las unidades implicadas, y la negligencia demostrada en las acciones que tomaron ciertos mandos del Batallón. Acá un aparte de la sentencia: 
“La ocurrencia de un ataque guerrillero en la zona era bastante conocida tanto por los miembros de los pelotones Texas 2 y Texas 3, como por los altos mandos militares. Sin embargo, poco o nada se hizo para evitar ese peligro o minimizar el impacto que este tendría sobre la vida de los militares. No se les proveyó el material de guerra necesario para brindarles una paridad en el combate con las fuerzas subversivas, no se coordinó un plan eficaz para garantizar un apoyo efectivo a los pelotones, y en general, hubo una total falta de coordinación en la planeación y ejecución de la operación militar.”
En 2021, las madres de los militares fallecidos reclamaron a la Jurisdicción Especial para la Paz (JEP), la verdad sobre lo sucedido.